# Fassa Bortolo 2005
Questa voce raccoglie le informazioni riguardanti la Fassa Bortolo nelle competizioni ufficiali della stagione 2005.

## Organico

### Staff tecnico
GM=General Manager; DS=Direttore Sportivo.
|  | Naz.              | Ruolo | Sportivo             |  |  |  |
|  | ----------------- | ----- | -------------------- |  |  |  |
|  | Italia (bandiera) | GM    | Giancarlo Ferretti   |  |  |  |
|  | Italia (bandiera) | DS    | Bruno Cenghialta     |  |  |  |
|  | Italia (bandiera) | DS    | Mario Chiesa         |  |  |  |
|  | Italia (bandiera) | DS    | Alessandro Giannelli |  |  |  |
|  | Italia (bandiera) | DS    | Oscar Pirazzini      |  |  |  |
|  | Italia (bandiera) | DS    | Alberto Volpi        |  |  |  |

### Rosa
|  | Naz.                   |  | Sportivo                | Anno |  |  |
|  | ---------------------- |  | ----------------------- | ---- |  |  |
|  | Estonia (bandiera)     |  | Andrus Aug              | 1972 |  |  |
|  | Italia (bandiera)      |  | Fabio Baldato           | 1968 |  |  |
|  | Italia (bandiera)      |  | Lorenzo Bernucci        | 1979 |  |  |
|  | Italia (bandiera)      |  | Paolo Bossoni           | 1976 |  |  |
|  | Italia (bandiera)      |  | Marzio Bruseghin        | 1973 |  |  |
|  | Svizzera (bandiera)    |  | Fabian Cancellara       | 1981 |  |  |
|  | Italia (bandiera)      |  | Francesco Chicchi       | 1980 |  |  |
|  | Italia (bandiera)      |  | Massimo Codol           | 1973 |  |  |
|  | Italia (bandiera)      |  | Claudio Corioni         | 1982 |  |  |
|  | Italia (bandiera)      |  | Mauro Facci             | 1982 |  |  |
|  | Spagna (bandiera)      |  | Juan Antonio Flecha     | 1977 |  |  |
|  | Italia (bandiera)      |  | Dario Frigo             | 1973 |  |  |
|  | Italia (bandiera)      |  | Massimo Giunti          | 1974 |  |  |
|  | Slovenia (bandiera)    |  | Andrej Hauptman         | 1975 |  |  |
|  | Ucraina (bandiera)     |  | Volodymyr Hustov        | 1970 |  |  |
|  | Lussemburgo (bandiera) |  | Kim Kirchen             | 1978 |  |  |
|  | Svezia (bandiera)      |  | Gustav Larsson          | 1980 |  |  |
|  | Italia (bandiera)      |  | Vincenzo Nibali         | 1984 |  |  |
|  | Italia (bandiera)      |  | Alberto Ongarato        | 1975 |  |  |
|  | Italia (bandiera)      |  | Alessandro Petacchi     | 1974 |  |  |
|  | Italia (bandiera)      |  | Roberto Petito          | 1971 |  |  |
|  | Italia (bandiera)      |  | Fabio Sacchi            | 1974 |  |  |
|  | Spagna (bandiera)      |  | Julián Sánchez Pimienta | 1980 |  |  |
|  | Bielorussia (bandiera) |  | Kanstancin Siŭcoŭ       | 1982 |  |  |
|  | Italia (bandiera)      |  | Matteo Tosatto          | 1974 |  |  |
|  | Italia (bandiera)      |  | Marco Velo              | 1974 |  |  |

## Palmarès

### Corse a tappe
ProTour
- Tirreno-Adriatico

1ª tappa (Alessandro Petacchi)
6ª tappa (Alessandro Petacchi)
7ª tappa (Alessandro Petacchi)
- Paris-Nice

4ª tappa (Fabian Cancellara)
- Giro di Romandia

1ª tappa (Alessandro Petacchi)
2ª tappa (Alessandro Petacchi)
- Giro d'Italia

9ª tappa (Alessandro Petacchi)
12ª tappa (Alessandro Petacchi)
15ª tappa (Alessandro Petacchi)
20ª tappa (Alessandro Petacchi)
- Tour de France

6ª tappa (Tour de France 2005|Tour de France)
- Vuelta a España

3ª tappa (Alessandro Petacchi)
4ª tappa (Alessandro Petacchi)
8ª tappa (Alessandro Petacchi)
12ª tappa (Alessandro Petacchi)
21ª tappa (Alessandro Petacchi)
- Tour de Pologne

7ª tappa (Kim Kirchen)
Classifica generale (Kim Kirchen)
Continental
- Giro del Trentino

4ª tappa (Andrus Aug)
- Saaremaa Velotour

6ª tappa (Andrus Aug)
- Setmana Catalana

2ª tappa (Claudio Corioni)
5ª tappa (Fabian Cancellara)
- Tour de Luxembourg

2ª tappa (Alberto Ongarato)
3ª tappa, 1ª semitappa (Dario Frigo)
3ª tappa, 2ª semitappa (Fabian Cancellara)
- Settimana Internazionale di Coppi e Bartali

1ª tappa, 2ª semitappa (cronosquadre)
4ª tappa (Kim Kirchen)
- Volta a la Comunitat Valenciana

1ª tappa (Alessandro Petacchi)
2ª tappa (Alessandro Petacchi)
4ª tappa (Juan Antonio Flecha)
5ª tappa (Alessandro Petacchi)
Classifica generale (Alessandro Petacchi)
- Tour de la Région Wallonne

5ª tappa (Alberto Ongarato)
- Vuelta a Andalucía

4ª tappa (Alessandro Petacchi)
5ª tappa (Alessandro Petacchi)
- Vuelta a Aragón

1ª tappa (Alessandro Petacchi)
3ª tappa (Alessandro Petacchi)

### Corse in linea
ProTour
- Milano-Sanremo (Alessandro Petacchi)

Continental
- Gran Premio di Chiasso (Kim Kirchen)
- Trofeo Laigueglia (Kim Kirchen)
- Gran Premio Costa degli Etruschi (Alessandro Petacchi)
- Trofeo Luis Puig (Alessandro Petacchi)
- Milano-Torino (Fabio Sacchi)

### Campionati nazionali
- Campionato svizzero

Cronometro (Fabian Cancellara)

## Classifiche UCI

### UCI ProTour
Individuale
Piazzamenti dei corridori della Fassa Bortolo nella classifica individuale dell'UCI ProTour 2005.
| Pos. | Ciclista            | Punti |
| ---- | ------------------- | ----- |
| 11   | Alessandro Petacchi | 128   |
| 25   | Kim Kirchen         | 81    |
| 31   | Juan Antonio Flecha | 69    |
| 42   | Fabian Cancellara   | 52    |
| 50   | Marzio Bruseghin    | 44    |
| 77   | Lorenzo Bernucci    | 28    |
| 87   | Roberto Petito      | 25    |
| 104  | Alberto Ongarato    | 16    |
| 161  | Matteo Tosatto      | 2     |

Squadra
La Fassa Bortolo chiuse in tredicesima posizione con 245 punti.